# ای‌اس‌لینت
ای‌اِس‌لینت یا ایزی لینت (به انگلیسی: ESLint) یک ابزار تحلیلگر ایستای برنامه برای برای یافتن الگوهای مشکلدار در کد جاوااسکریپت است. این برنامه توسط نیکولاس سی. زاکاس در سال ۲۰۱۳ ساخته شد.

## کارکرد
وظیفه اصلی آن بررسی بسامد یا فرکانس استفاده از کدها می‌باشد. وظیفه دیگر آن پیدا کردن الگو های مشکل ساز و همچنین پیشنهاد راه حل صحیح برای آن است که همه این کارها را با مانیتور کردن کد ها هنگام استفاده به صورت علمی انجام میدهد.
برنامه plug یا وصل میشود و در کنش ها و واکنش های آن پس از آنالیز کامل به شما گزارش صحیحی از نرم افزار میدهد، البته عملکرد آن بی نقص نیست ولی بسیار مهندسی شده و دقیق است.